# Těškovice
Těškovice (en allemand : Tieschkowitz) est une commune du district d'Opava, dans la région de Moravie-Silésie, en République tchèque. Sa population s'élevait à 821 habitants en 2021.

## Géographie
Těškovice se trouve à 7 km au nord de Bílovec, à 17 km au sud-est d'Opava, à 18 km à l'ouest d'Ostrava et à 259 km à l’est-sud-est de Prague.
La commune est limitée par Hlubočec et Pustá Polom au nord, par Kyjovice au nord-est, par Zbyslavice à l'est, par Bítov au sud-est, par Tísek au sud, et par Bílovec à l'ouest.

## Histoire
La première mention écrite de la localité date de 1377.

## Transports
Par la route, Těškovice se trouve à 10 km de Bílovec, à 21 km d'Opava, à 29 km d'Ostrava et à 342 km de Prague.